# 대한민국 헌법 제122조
대한민국 헌법 제122조는 헌법 제9장의 조항이다. '국토 이용 및 개발과 보전'에 관한 조항이다.

## 본문
국가는 국민 모두의 생산 및 생활의 기반이 되는 국토의 효율적이고 균형있는 이용·개발과 보전을 위하여 법률이 정하는 바에 의하여 그에 관한 필요한 제한과 의무를 과할 수 있다.

## 같이 보기
- 대한민국 헌법 제9장